# Young County
Young County je okres ve státě Texas v USA. K roku 2010 zde žilo 18 550 obyvatel. Správním městem okresu je Graham. Celková rozloha okresu činí 2 411 km².